# Derek Bloom
Derek Bloom, född 30 januari 1983, spelar trummor i det amerikanska post-hardcore-bandet From First to Last.